# Spring Valley Lake
Spring Valley Lake statisztikai település az Amerikai Egyesült Államok Kalifornia államában, San Bernardino megyében. Lakosainak száma 9598 fő (2020. április 1.).

## Népesség
A település népességének változása:

| 2010 | 8 220 |
| 2020 | 9 598 |